# Antocha (Antocha) ophioglossodes
Antocha (Antocha) ophioglossodes is een tweevleugelige uit de familie steltmuggen (Limoniidae). De soort komt voor in het Oriëntaals gebied.